# Prineville
Prineville è un centro abitato (City) degli Stati Uniti d'America, situato nella contea di Crook dello Stato dell'Oregon. Nel 2006 la popolazione era di 9.313 abitanti.

## Geografia fisica
Secondo i rilevamenti dello United States Census Bureau, Prineville si estende su una superficie di 17,2 km².